# Hermine Braunsteiner
Hermine Braunsteiner, née le 16 juillet 1919 à Vienne en Autriche et morte le 19 avril 1999, à Bochum, est une gardienne de camp (Aufseherin) de concentration nazi.
Elle est le premier criminel de guerre nazi à avoir été extradée des États-Unis.

## Jeunesse
Elle est la cadette d'une famille d'ouvriers catholiques pratiquants; son père Friederich est boucher, elle travaille dans une brasserie. Comme elle ne trouve pas de quoi financer une formation d'infirmière, elle travaille comme femme de chambre.
En 1937 et 1938, elle travaille en Angleterre en tant que domestique et ménagère chez un ingénieur américain.

## Seconde Guerre mondiale
En 1938, du fait de l'Anschluss, elle devient citoyenne allemande ; elle revient à Vienne, puis déménage et trouve un emploi chez l'avionneur Heinkel à Berlin. Sur l'insistance de son logeur, elle postule à un poste susceptible de lui garantir de bonnes conditions de travail et un bien meilleur salaire : gardienne de prisonniers.
Le 15 août 1939, elle commence une formation de gardienne SS au camp de concentration de Ravensbruck sous l'égide de Maria Mandel. Quelques années plus tard, en raison d'un différend avec Mandel, elle demande à être transférée.
Le 10 octobre 1942, elle prend ses fonctions à l'usine de textiles dans le camp de concentration et d'extermination de Maïdanek près de Lublin en Pologne.
Elle est promue assistante gardienne en janvier 1943 sous l'autorité de l'Oberaufseherin Elsa Ehrich. 
C'est dans ce contexte que Braunsteiner se livre à de nombreuses exactions auprès des détenues ; elle les maltraite avec ses bottes ferrées et s’attaque particulièrement aux enfants qu’elle qualifie de « bouches inutiles à nourrir » quand elle ne bat pas à mort des prisonnières. Elle prend également part aux sélections qui conduisent des femmes et des enfants aux chambres à gaz.
En exerçant ses fonctions aux côtés d'autres gardiennes telles Elsa Ehrich, Martha Ulrich, Alice Orlowski, Erna Wallisch et Elisabeth Knoblich, Braunsteiner a tué des êtres humains par cruauté, imitation et émulation. Elle était connue notamment pour les piétiner, ce qui lui a valu le surnom de « jument » (Kobyła en polonais, die Stute en allemand). Elle reçoit la croix du mérite de guerre en 1943 pour services rendus.
Elle reçoit aussi en janvier 1944 l'ordre de revenir à Majdanek avant qu'on évacue le camp. Elle est promue gardienne en chef de la prison de Genthin, annexe du camp principal qui se trouve dans les environs de Berlin.

## Après guerre
Le 7 mai 1945 face à l'avance de l'Armée rouge, elle quitte le camp et s'installe à Vienne. La police autrichienne l'arrête et la livre aux forces d'occupation britanniques. Elle est incarcérée du 6 mai 1946 au 18 avril 1947. Elle est condamnée par le tribunal de Graz pour mauvais traitements, actes de torture et crimes contre la dignité humaine et l'humanité, à trois ans de prison. En avril 1950, elle est libérée et un tribunal civil autrichien lui accorde l'amnistie. Elle trouve du travail dans les hôtels et restaurants, puis émigre en Nouvelle-Écosse au Canada où elle se marie en 1958 avec un touriste américain rencontré en Autriche, un certain Russel Ryan qui ignore tout de son passé. En avril 1959, elle émigre aux États-Unis et acquiert la citoyenneté américaine en 1963.

## La traque
C'est alors que Simon Wiesenthal, le célèbre chasseur de nazis alerté par d'anciennes détenues et par un article de presse à Tel Aviv, remonte sa trace de Vienne à Halifax pour aboutir via Toronto au quartier du Queens à New York. Il alerte le journal New York Times qui envoie un reporter, Joseph Lelyveld, enquêter dans les faubourgs du Queens à la recherche d'une certaine Mrs Ryan.
Il la retrouve et les premiers mots de Mrs Ryan sont : « Mon Dieu ! Je savais que ça arriverait, vous êtes là ». Le 22 août 1968, les autorités américaines entament une procédure pour lui enlever sa citoyenneté américaine. Sa naturalisation est levée en 1971 pour avoir caché à l'administration américaine des actes criminels lors de sa demande d'admission aux États-Unis. Le procureur de Düsseldorf demande son extradition pour complicité de crimes de guerre, mais la Cour fédérale rejette la demande en invoquant dans un premier temps une dimension politique des charges retenues contre Braunsteiner, puis le caractère illégal de la double incrimination et qu'à ce titre elle ne peut être extradée. L'année suivante, elle comparaît avec son mari devant une Cour de district du Queens où des survivants des camps l'accablent de leurs terribles témoignages. Sur cette base judiciaire, le 1er mai 1973, le juge américain notifie au ministre de la Justice l'extradition de Braunsteiner et le 7 août 1973 Braunsteiner est extradée vers l'Allemagne.

## La justice
Elle est jugée à Düsseldorf à partir du 26 novembre 1975 en compagnie de 15 autres gardes SS de Maidanek. Sur les neuf chefs d'accusation, six n'ont pas été retenus pour insuffisance de preuves, trois ont été retenus par le tribunal, à savoir : assassinat de 80 personnes, incitation à assassinat sur 102 enfants et complicité d'assassinat sur mille personnes. Hermine Braunsteiner a été condamnée le 30 juin 1981 à la réclusion criminelle à perpétuité. En 1996, pour raisons de santé, elle bénéficie d'une grâce médicale. Elle meurt le 19 avril 1999 à Bochum en Allemagne.